# وینکل (راینلاند-فالتس)
وینکل (به آلمانی: Winkel) یک شهر در آلمان است که در فولکانایفل واقع شده‌است. وینکل ۱۵۵ نفر جمعیت دارد.